# بخش ماتمان
بخش ماتمان (به لاتین: Matman District) یک بخش در میانمار است که در ایالت شان واقع شده‌است.

## خصوصیات
بخش ماتمان ۱٬۲۷۹ متر بالاتر از سطح دریا واقع شده‌است.